# اووشن سیتی (مریلند)
اووشن سیتی (به انگلیسی: Ocean City) شهری در ایالت مریلند کشور ایالات متحده آمریکا است که جمعیت آن در سرشماری سال ۲۰۱۰ میلادی، ۷٬۱۰۲ نفر بوده‌است.